# 21497 Alicehine
21497 Alicehine è un asteroide della fascia principale. Scoperto nel 1998, presenta un'orbita caratterizzata da un semiasse maggiore pari a 2,2387886 UA e da un'eccentricità di 0,0690007, inclinata di 6,32444° rispetto all'eclittica.